# ボンベイ (ネコ)
ボンベイ(Bombay)はネコの短毛種のひとつ。アメリカで生まれた猫の品種。バーミーズと黒毛のアメリカンショートヘアの交配から生まれ、姿はきゃしゃで滑らかなヒョウに似た被毛を持つ。名前の由来はインドの都市「ボンベイ」(現ムンバイ)からであり、これはインドなどに生息する黒ヒョウのような外見にちなんで名付けられた。

## 特徴
短毛種でバーミーズに非常に近い。頭は丸い。毛色は黒、エナメルのような光沢がある。目は丸くて大きく、色はゴールドからカッパーで深い色が好ましい。淡い緑の個体もいる。均等のとれた筋肉質な体格をしているため、大きさに反して体重は重い。その美しい容姿から「小さな黒豹」（くろひょう）と形容されることもある。

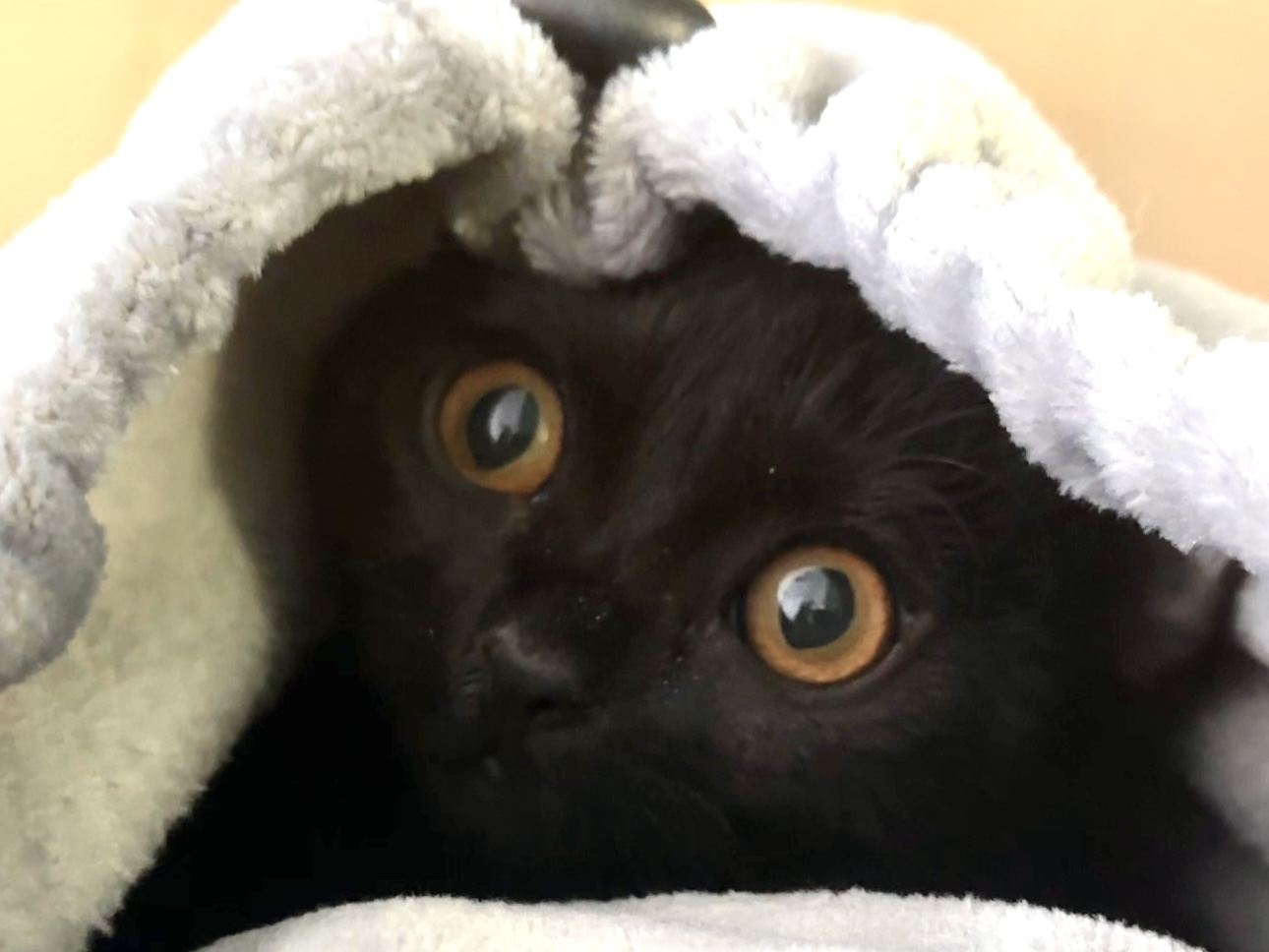
深いカッパー（銅色）のアイカラー

毛色は根元から先端まで黒一色（ジェットブラック）で、肉球、鼻先、口内など皮膚も黒い。体重は平均して8 - 15ポンド (3.6 - 6.8 kg) 、オスはメスより重い。
原産国であるアメリカ以外では、非常に珍しい種類である。ヨーロッパでは品種登録がない。

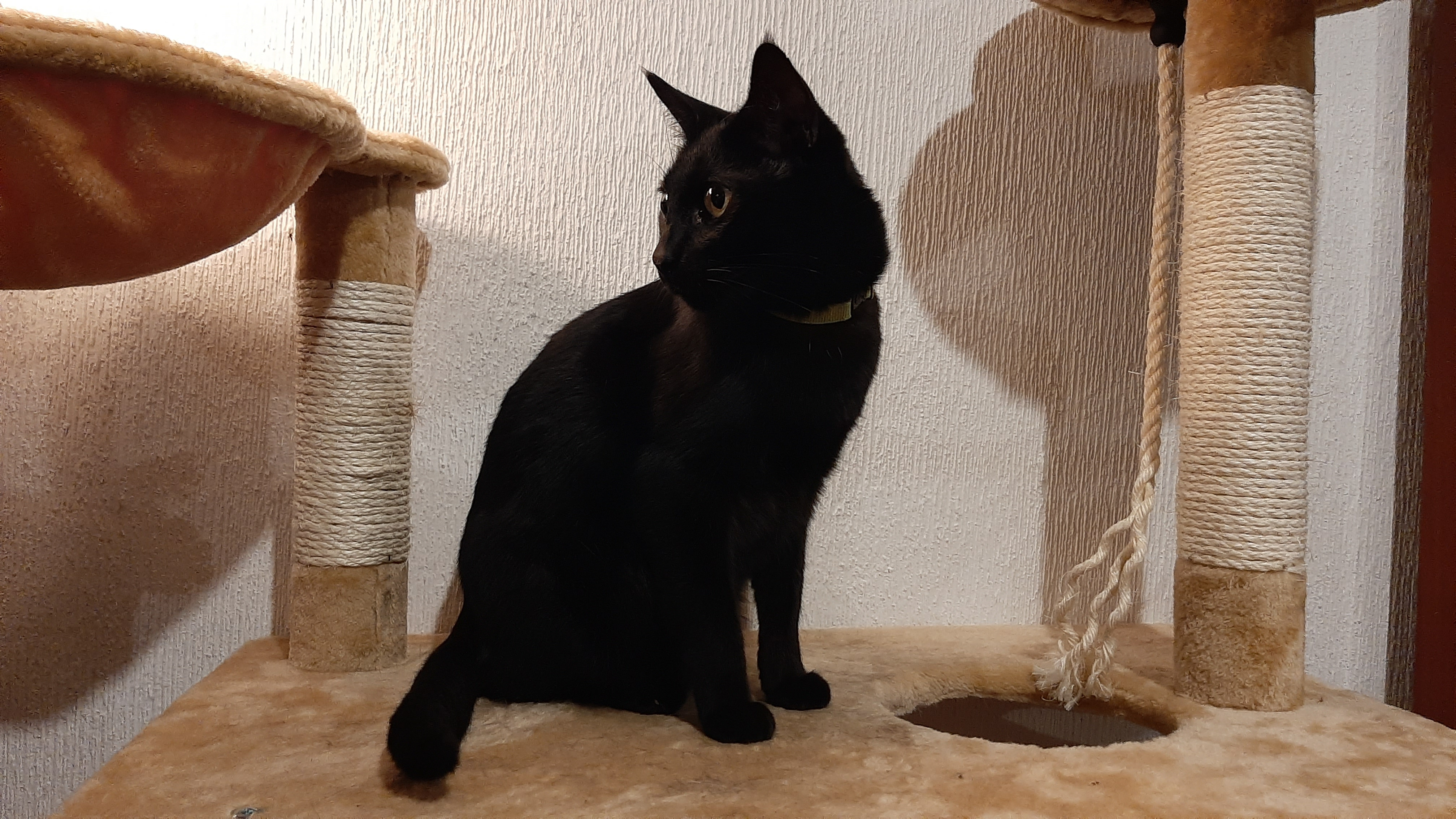
おとな

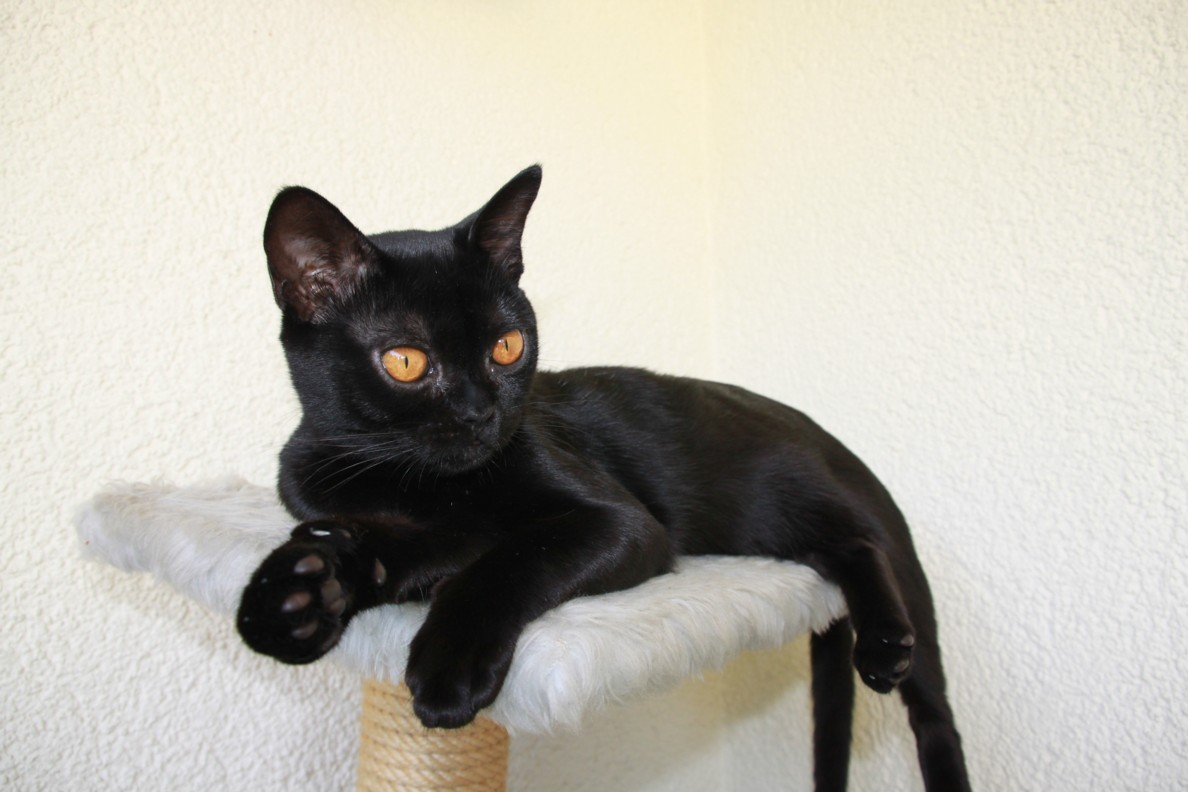
子ども（Blue Sinfonie）

## 歴史
ブリーダーでルイビル在住のニッキ・ホーナー（Nikki Horner）が黒ヒョウをイメージして、1958年からアメリカンショートヘアのブラックとバーミーズを交配し、2度目の試みで生まれた混血猫である。その後、猫愛好家協会（1970年 Cat Fanciers' Association）に品種として登録、国際ネコ協会（TICA）から1979年に品種認定された。

## 性格
性格はバーミーズに似て愛情深く、人といるのが好きで、またアメリカンショートヘアーのように活発で社交的な面もある。
関心を注がれることを強く望む。品種のこの特徴は子どものいる家庭に適する。
完全な室内飼育でものびのびと暮らし、集合住宅に住める。食事、水、トイレ、安全、暖かい寝場所がありおもちゃを与えられて飼い主と触れ合えるなど、欲求が満たされるならワンルームの居室にも適応する。

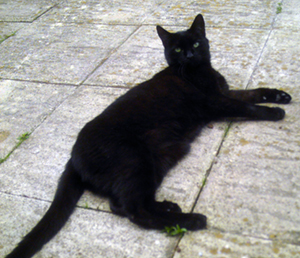
ブリティッシュ・ボンベイ

## 飼育
毛が短いため、手入れも楽で、飼いやすい種類であるといえる。室内での飼育に適している。健康な個体の寿命は15年から20年とされる。副鼻腔炎にかかって鼻水が見られることがあり、歯肉炎もしばしば見られる 。体重が増えないように食餌の量は管理が必要。